# Gluta oba
Gluta oba är en sumakväxtart som först beskrevs av Elmer Drew Merrill, och fick sitt nu gällande namn av Ding Hou. Gluta oba ingår i släktet Gluta och familjen sumakväxter. Inga underarter finns listade i Catalogue of Life.